# Natasha Mannuela
Natasha Mannuela Halim (née le 9 mai 1994) est une mannequin indonésienne qui a remporté le titre de Miss Indonésie 2016